# Anna Bågstam
Anna Katarina Bågstam Ryltenius, född 17 april 1977 i Stockholm, är en svensk författare. 

## Författarskap
Anna Bågstam utgav 2016 sin första bok Stockholm psycho (Storytel Original) som nominerades till årets deckardebut av Crimetime Awards. Två år senare, 2018 kom Ögonvittnet, (Norstedts förlag) som också är den första delen i deckarserien om Harriet Vesterberg. År 2019 utgav hon Skuggspelet som är en fristående bok i deckarserien om Harriet Vesterberg. Den tredje boken ur deckarserien kom ut 2020, Mörkermannen. Serien blev mycket uppskattad och är översatt i flera språk. Sommaren 2022 kom Bågstams femte bok, Hemligheten, som är den första delen ur hennes nya deckarserie om advokatbyrån Pegasus. Uppföljaren Fallet Mikaela släpptes 2024 och Fallet Valentina 2025.
Deckarserierna om Harriet Vesterberg och advokatbyrån Pegasus är utgivna på Norstedts förlag.